# Aninova
Aninova e. V. (ehemals Deutsches Tierschutzbüro e. V., Eigenschreibweise: ANINOVA e. V.) ist eine Tierrechtsorganisation mit Sitz in Sankt Augustin. Zweck des Vereins ist nach seiner eigenen Darstellung die Dokumentation und Veröffentlichung von Missständen in der industriellen Massentierhaltung und Pelztierzucht.

## Organisation
Aninova e. V. wurde 2013 zunächst unter dem Namen Deutsches Tierschutzbüro e. V. gegründet. 2023 erfolgte eine Umbenennung in Aninova e. V. Neben dem Verein gibt es die gleichnamige Aninova-Stiftung, die nach eigener Darstellung Tiere aus der Massentierhaltung und Pelztierzucht rettet und sie auf Lebenshöfen unterbringt und versorgt. Die Stiftung soll zukünftig einen eigenen Lebenshof betreiben.

## Kampagnen und Aktionen
Der Verein sorgte mit Protestaktionen, wie einer Nackt-Demonstration vor dem Oberlandesgericht in Hamburg, der Stürmung der Internationalen Grünen Woche Berlin oder der Besetzung des Berliner Bärenzwingers, für Aufsehen.
Von Bild und SAT1 wurden verdeckten Recherchen des Vereins zur Haltung von Tieren Mastbetrieben veröffentlicht. Darunter solche von in Käfigen gemästeten Kaninchen. Diese hatten zur Folge, dass verschiedene Supermärkte den Verkauf von Kaninchenfleisch aus Käfigbetrieben einstellten.
Der Verein setzte sich für die Schließung der letzten neun Nerzfarmen in Deutschland ein. Wiederholt fertigten Mitglieder des Vereins verdeckt Aufnahmen der Haltungsbedingungen und machten diese über die Medien öffentlich. 2019 wurde die letzte Nerzfarm in Deutschland geschlossen.
Mit einer Kampagne sollte das Modelabel Bogner davon überzeugt werden, Echtpelz aus dem Programm zu nehmen. Zu diesem Zweck wurde insbesondere in Berlin, aber auch vor fast allen anderen Bogner-Filialen deutschlandweit mit auffälligen Plakatwagen demonstriert. Inzwischen hat das Unternehmen Bogner zugegeben, Pelze für seine Kollektion auch aus China zu importieren. Pelze aus Asien stehen unter Tierschützern besonders in der Kritik, da hier meist keine oder nur unzureichende Tierschutzgesetze vorhanden sind. Außerdem werden Echtpelze oft fragwürdigen chemischen Behandlungen unterzogen, um eine lange Haltbarkeit zu erreichen. Teilweise werden die Pelze oder Pelzteile gar nicht mehr als Echtpelz deklariert. So können beim Träger etwa Hautreizungen verursacht werden. Auf Nachfragen nach Herkunft und Art der Pelze, nicht nur von Tierschützern, sondern auch von Stiftung Warentest, reagierte Bogner nicht. Das Modelabel wurde schließlich pelzfrei, ebenso die Warenhauskette Breuninger, gegen die die Organisation ebenfalls demonstrierte.
Seit 2014 protestieren Mitglieder des Vereins regelmäßig vor dem Schweinehochhaus bei Maasdorf. 2018 ließ der Betreiber das Schweinehochhaus leerfahren. 2023 erlosch schließlich die Zulassung der Schweinezucht, sodass eine Wiederaufnahme des Betriebs unwahrscheinlich ist.
Im Jahr 2014 hatten Aktivisten des Vereins vor einem Zelt des in Berlin gastierenden Zirkusunternehmen Circus Krone gegen die Wildtierhaltung im Zirkus demonstriert und Zuschauer aufgefordert, die Zirkusvorstellung nicht zu besuchen, da der Zirkus Tiere quäle. Der Zirkusbetreiber zeigte daraufhin verantwortliche Vertreter von Aninova (damals: Deutsches Tierschutzbüro) wegen übler Nachrede an; das Amtsgericht Berlin-Tiergarten sprach die Aktivisten jedoch frei. Die Aussage „Cirkus Krone quält Tiere“ falle unter die Meinungsfreiheit, der Betreiber muss sich den Vorwurf nun gefallen lassen. Insbesondere vor der Entschließung des Bundesrates zum Wildtierverbot im Zirkus verbuchten die Tierschützer den Ausgang des Prozesses als großen Erfolg.
Seit März 2016 mobilisiert Aninova (vormals: Deutsches Tierschutzbüro) verstärkt gegen preiswertes Fleisch aus der Massentierhaltung und prangert dabei auch Discounter an, in denen dieses Fleisch hauptsächlich angeboten wird. Unter dem Motto „Lidl verschont nicht“ (angelehnt an den offiziellen Werbeslogan „Lidl lohnt sich“) demonstrierten Aktivisten 2016 vor Filialen des Discounters Lidl.
Am 6. November 2018 veröffentlichte die Organisation von versteckt angebrachten Kameras aufgenommenes Videomaterial aus dem Rinderschlachthof Standard-Fleisch in Oldenburg und erstattete Strafanzeige gegen den Schlachthof aufgrund von Verstößen gegen das Tierschutzgesetz, unter anderem das Töten von lebenden Tieren ohne fachgerechte Betäubung. Das Niedersächsische Ministerium für Ernährung, Landwirtschaft und Verbraucherschutz brachte ebenfalls eine Anzeige bei der Staatsanwaltschaft Oldenburg ein. Daraufhin stellte der Schlachthof seinen Betrieb ein. Ein Gutachten bestätigte die Vorwürfe der Tierschützer, dass auf dem Bildmaterial strafbare Tierquälerei zu sehen ist. In einer Online-Petition sammelte das deutsche Tierschutzbüro 134.789 Unterschriften für eine Schließung des Schlachthofes, welche an das Landwirtschaftsministerium übergeben wurde. am 17. April 2019 wurde bekannt, dass der Schlachthof, nun unter der Führung der Böseler Goldschmaus gmbH, wieder in Betrieb ist.
2020 hatte Aninova (damals: Deutsches Tierschutzbüro) durch geheime Videoaufnahmen Tierquälerei im Neuruppiner Bio-Schlachthof der Emil Färber GmbH & Co. KG aufgedeckt. Darin ist zu sehen, wie Schweine vor ihrer Tötung nur unzureichend betäubt wurden. Der Schlachtbetrieb, der u. a. die Bio-Supermarktkette Bio Company belieferte, wurde daraufhin eingestellt und im QS-System gesperrt.
Im Jahr 2020 deckte Aninova (damals: Deutsches Tierschutzbüro) wiederholt Tierquälerei in verschiedenen Zulieferbetrieben von Deutschland größtem Schlachtbetrieb für Schweine, der Tönnies Holding, auf. Der Verein erstattete in allen Fällen Anzeigen gegen die Betreiber, die Ermittlungen der Staatsanwaltschaft wegen Tierquälerei nach sich zogen. Auch in nachfolgenden Jahren, zuletzt 2023, veröffentlichte die Organisation Aufnahmen aus Schweinehaltungen, die an Tönnies lieferten.
Im Juni 2020 veröffentlichte der Verein Aufnahmen aus einem Milchbetrieb in Wees bei Flensburg (Schleswig-Holstein). In den Aufnahmen ist zu sehen, wie in dem Betrieb mit den Kühen im Melkstand umgegangen wird. Die Bilder zeigen, wie Tiere mehrfach mit Faustschlägen oder mit einem Besenstiel geschlagen werden, sowie abgemagerte und verletzte Tiere. Das Verfahren gegen die angeklagte Person in diesem Zusammenhang wurde nach einer Zahlung in Höhe von 1.000 Euro durch die Staatsanwaltschaft eingestellt.
Im November 2020 machte der Verein auf die gängige Praxis in einer Besamungsstation in Deutschland aufmerksam, in der durch Übergriffe an den Ebern Sperma für die künstliche Besamung von Sauen in der Schweinezucht abgenommen wird. Hierfür werden sogenannte Absamer eingestellt. Es wurden erstmals solche Bilder in die Öffentlichkeit gebracht.
Im Dezember 2020 veröffentlichte die Organisation Aufnahmen aus drei niedersächsischen Schweinemastbetrieben. Mit versteckten Kameras wurden diverse Missstände dokumentiert und zur Anzeige gebracht. Unter anderem war zu sehen, wie Mitarbeitende Schweine unsachgemäß töteten, indem sie sie auf Buchtenkanten schlugen, mit einem Gewehr erschossen oder nicht korrekt durch einen Bolzenschuss töteten.
Ebenfalls im Dezember 2020 nutzte der Verein die kalte Jahreszeit, um einmal mehr auf das Leid von Tieren aufmerksam zu machen, deren Felle zu Pelzen verarbeitet werden. Aufnahmen aus einem Betrieb in Finnland mit Polarfüchsen zeigen die Haltung der Tiere in Käfigen. Da sie diese nie verlassen, verglich Aninova (damals noch Deutsches Tierschutzbüro) die Situation der Tiere während einer Kampagne mit einem immerwährenden Lockdown. Zu dem Zeitpunkt befand Deutschland sich im zweiten Lockdown während der Corona-Pandemie.
2020 und 2021 veröffentlichte der Verein Aufnahmen aus insgesamt sieben Schweinezucht- und Schweinemastbetrieben in Niedersachsen, die innerhalb von wenigen Monaten angefertigt wurden. In diesen sind schwere Verletzungen der Schweine sowie Missstände in den Haltungsbedingungen zu erkennen. In allen sieben Fällen wurden die zuständigen Veterinärämter und Staatsanwaltschaften informiert. Aufgrund der wiederholten Entdeckungen dieser Missstände betrieb Aninova (damals Deutsches Tierschutzbüro) auf Basis der Aufnahmen die Kampagne “Der Standard ist Tierquälerei”.
In der Vorweihnachtszeit 2021 veröffentlichte die Organisation gemeinsam mit der Tierrechtsorganisation “NOAH – Menschen für Tiere e.V.” einen animierten Clip mit dem Titel „The Most Violent Time Of The Year“ über das Leben der Gänse, die für den traditionellen Gänsebraten zu Sankt Martin und Weihnachten geschlachtet werden. Begleitet wurde die Kampagne von rund 3.000 Plakaten, die deutschlandweit aushingen. Das Video wurde mit mehr als 500.000 Klicks innerhalb kurzer Zeit ein viraler Hit und 25 Kinos zeigten ihn vor ihren Vorstellungen. In diesem Zuge rief der Verein dazu auf, keine Gans zu essen. Auch das sogenannte Stopfen und das Rupfen lebendiger Tiere, das in Polen und Ungarn noch erlaubt ist, kritisierte der Verein.
Zu Beginn des Jahres 2022 veröffentlichte das Deutsche Tierschutzbüro Aufnahmen aus einer polnischen Pelzfarm, in denen Füchse und Marderhunde für die Pelzgewinnung gehalten werden. Nach eigenen Angaben wurden drei Füchse befreit und auf einem Lebenshof untergebracht. Die Aufnahmen wurden auch in der Serie „Animals Army“ der Streaming-Plattform Joyn verwendet, die Akteure der Tierrechtsbewegung porträtiert.
Im Dezember 2023 brachte Aninova Aufnahmen an die Öffentlichkeit, die zwei Aktivisten als verdeckte Mitarbeiter in einer Hühnermast gemacht hatten. Die Aufnahmen zeigten u. a. illegale Tötungspraktiken. Durch die Aussagen der Mitarbeitenden entstand zudem der Vorwurf, dass sie vor Kontrollen, die eigentlich unangekündigt stattfinden sollen, vorab wussten und den Betrieb für die Kontrolle herrichteten. Auf die Aufdeckung hin stellten REWE und weitere Supermärkte die Zusammenarbeit ein, die Initiative Tierwohl und QS entzogen ihre Label, Mitarbeitende wurden entlassen und die Staatsanwaltschaft ermittelt. Das Aufdeckungsvideo von Aninova erreichte mehr als 1 Million Views.
Gemeinsam mit Pro7-Journalist Thilo Mischke war Aninova in einer Putenmastanlage, um über den Antibiotikaeinsatz in der Massentierhaltung und das Entstehungsrisiko für multiresistente Keime aufzuklären. Vor Ort genommene Proben ergaben, dass u. a. ein Reserveantibiotikum zum Einsatz kam. Zudem wurde Genmaterial von multiresistenten Erregern nachgewiesen.
Im Winter 2023/2024 befreite Aninova mehrere Tiere aus Pelzfarmen: zwei Füchse und zwei Nutrias. Zudem veröffentlichte die Organisation aktuelle Aufnahmen aus zwei finnischen Pelzfarmen. Finnischer Pelz gilt als besonders hochwertig. Eine der beiden Farmen hat eine Zertifizierung von Saga Furs, die höhere Tierschutzstandards verspricht. Die Tiere leben jedoch auch in dieser Farm in Gitterkäfigen.
Ebenfalls zu Beginn des Jahres 2024 brachte Aninova gemeinsam mit dem YouTuber und Content Creator Jonas Ems Aufnahmen aus einem Schweinestall mit Mast- und Zuchtbetrieb an die Öffentlichkeit. Jonas Ems begleitete die Organisation in den Tierwohl-Betrieb. Dabei fanden sie mehrere verletzte Tiere und Madenbildung vor.
In Begleitung eines anderen bekannten Content Creators, Malte Zierden, dokumentierte Aninova die Produktion von Ostereiern in einer Kleingruppenhaltung mit insgesamt rund 250.000 Hennen. In dieser Haltungsform werden die Hennen in Käfigen gehalten. Sieben der Hennen retteten sie aus der Haltung. Gemeinsam dokumentierten sie zudem eine industrielle Schweinezuchtanlage mit der typischen Kastenstandhaltung. Sie befreiten in der Nacht vier Ferkel und brachten sie auf einen Lebenshof.
Die Dokumentation von Misshandlungen von Rindern und Schafen in einem Schlachthof in Elsfleth durch Aninova führte im Oktober 2024 zur Schließung der Anlage durch das Veterinäramt.
In Hürth deckte Aninova in einem Schlachthof auf, wie Schafe und Rinder nicht fachgerecht betäubt und teils betäubungslos geschlachtet wurden. Ein betäubungsloses Schlachten ist ohne eine Sondergenehmigung verboten. Der Schlachthof musste daraufhin schließen. Im darauffolgenden Jahr, 2024, fand eine weitere Dokumentation von Tierquälerei statt, die mit diesem Fall in Zusammenhang steht. Dabei handelte es sich um eine Schäferei, die ihre Tiere bis zur Schließung an den Schlachthof Hürth lieferte. Mithilfe versteckter Kameras wurde gefilmt, wie Schafe nicht nur misshandelt, sondern auch hier betäubungslos geschlachtet wurden. Der Betrieb hatte nicht nur keine Sondergenehmigung für das betäubungslose Schlachten, sondern auch grundsätzlich keine Schlachtlizenz.
Wiederholt veröffentlichte Aninova Aufnahmen aus Schweinehaltungen, die ihre Tiere zur Schlachtung an Westfleisch liefern. Bereits 2022 zeigten Aufnahmen Missstände in insgesamt sieben verschiedenen Betrieben. 2025 veröffentlichte die Organisation erneut Aufnahmen aus drei Westfleisch-Zulieferern, davon sind zwei bereits vorher negativ aufgefallen. In allen Betrieben lagen Missstände vor, darunter Tiere mit Nabelbrüchen, blutigem After und tote Tiere.
2025 veröffentlichte die Tierrechtsorganisation Aufnahmen, die mithilfe versteckter Kameras in einem der größten Legehennen-Schlachthöfe Deutschlands entstanden. Rund 60.000 Hennen wurden hier täglich geschlachtet. Zu sehen sind zahlreiche Übergriffe an den Hühnern: Mitarbeitende treten Tiere, quälen sie, verdrehen die Hälse. Der Schlachthof wurde aufgrund der Missstände geschlossen.  Ob der Schlachthof wieder eröffnet wird, ist unklar.

## Karte der Tierquälerei in Deutschland
Zusammen mit anderen Tierrechtsorganisationen, u. a. Soko Tierschutz und Animal Rights Watch, veröffentlichte der Verein am 13. Juni 2021 die Karte der Tierquälerei in Deutschland. Auf der Karte die dem ARD-Magazin Fakt exklusiv vorlag, sind die von ihnen aufgedeckten Skandale der vergangenen sieben Jahre dokumentiert.

## Preis der Herzlosigkeit
Regelmäßig vergibt die Organisation einen Negativ-Preis. In der Vergangenheit haben folgende Unternehmen den „Preis der Herzlosigkeit“ erhalten: Bogner (2016), Breuninger (2017), das Schweinehochhaus (2018), die Tönnies-Holding sowie der Schlachtkonzern Westfleisch. Bogner und Breuninger sind mittlerweile pelzfrei und das Schweinehochhaus ist geschlossen.

## Transparenz
Aninova nimmt an der Initiative Transparente Zivilgesellschaft teil, welche durch die Nichtregierungsorganisation Transparency International Deutschland e. V. gegründet wurde. In einem Test von 38 Tierschutzorganisationen der Stiftung Warentest (Ausgabe 01/2022) wurden die Verwaltungs- und Werbekosten von Aninova (damals noch Deutsches Tierschutzbüro) auf 8 % bemessen. Damit wies der Verein als eine von nur drei Organisationen dieses Bereichs einen Anteil von unter 10 % auf.